# Структура Десантно-штурмових військ України
У статті наведена структура Десантно-штурмових військ України.

## Поточна структура
- Командування Десантно-штурмових військ, А3771, м. Житомир, Житомирська область
- Центр рекрутингу ДШВ
- 7-й десантно-штурмовий корпус
  - 25-та окрема повітрянодесантна Січеславська бригада, А1126, смт Зарічне, Дніпропетровська область
  - 77-ма окрема аеромобільна бригада
  - 78-й десантно-штурмовий полк «Ґерць»
  - 79-та окрема десантно-штурмова Таврійська бригада, А0224, м.Миколаїв, Миколаївська область
  - 81-ша окрема аеромобільна Слобожанська бригада, А2120, м. Краматорськ, Донецька область
    - 90-й окремий аеромобільний батальйон імені Героя України старшого лейтенанта Івана Зубкова, А0641, м. Костянтинівка, Донецька область
    - 122-й окремий аеромобільний батальйон, А4165, м.Дружківка, Донецька область
    - 5-та батальйонна тактична група, А1493, с. Терентіївка, Полтавська область
- 8-й десантно-штурмовий корпус
  - 46-та окрема аеромобільна бригада
  - 71-ша окрема єгерська бригада, А4030, м. Кременчук, Полтавська область
  - 80-та окрема десантно-штурмова Галицька бригада, А0284, м.Львів, Львівська область
  - 82-га окрема десантно-штурмова Буковинська бригада, м. Чернівці, Чернівецька область
  - 95-та окрема десантно-штурмова Поліська бригада, А0281, м.Житомир,Житомирська область
    - 13-й окремий десантно-штурмовий батальйон імені Героя України полковника Тараса Сенюка, А1910, м.Житомир, Житомирська область

  - 148-ма окрема артилерійська бригада, А3316, м.Житомир, Житомирська область
- 132-й окремий розвідувальний батальйон, А2298, смт. Озерне, Житомирська область
- 421-й окремий батальйон безпілотних систем[1]

Навчальні частини
- 199-й навчальний центр, А2900, м.Житомир, Житомирська область
  - 37-й загальновійськовий полігон, А0339

Частини забезпечення
- Комендатура десантного забезпечення[3]
- 102-й окремий склад зберігання повітрянодесантної техніки та майна, А3749
- 135-й окремий батальйон управління,[4] А3204, м. Житомир, Житомирська область
- 170-й окремий батальйон логістики
- 232-га об'єднана база забезпечення, А0310
- 347-й інформаційно-телекомунікаційний вузол, А0876
- 124-та топографічна частина, А1977
- 25-й гарнізонний будинок офіцерів Десантно-штурмових військ
- 12-й центр забезпечення охорони державної таємниці, А4223

## Історія змін

### 1992
Перейшли в юрисдикцію України: 
- 224-й навчальний центр (Хирів)
- 40-ва окрема аеромобільна бригада

### 1993
Створені:
- 1-ша аеромобільна дивізія (м.Болград та смт Веселий Кут Арцизького району Одеської області)
- 25-та повітрянодесантна бригада
- 45-та аеромобільна бригада
- 91-й артилерійський полк
- 28-й навчальний батальйон
- 23-тя окрема аеромобільна бригада
- 95-й навчальний центр аеромобільних військ (м. Житомир)

### 1995
Передані:
- 23-тя окрема аеромобільна бригада передана до складу Прикордонних військ України та отримала назву 23-й окремий аеромобільний прикордонний загін спеціального призначення.

Перетворені:
- 95-й навчальний центр аеромобільних військ перейменований на 95-ту окрему аеромобільну бригаду.

2020
- Командування Десантно-штурмових військ (В/ч А3771, м. Житомир)
- 25-та окрема повітряно-десантна бригада
- 79-та окрема десантно-штурмова бригада
- 80-та окрема десантно-штурмова бригада
- 81-ша окрема аеромобільна бригада
- 95-та окрема десантно-штурмова бригада
- 132-й окремий розвідувальний батальйон
- 148-й окремий гаубичний самохідно-артилерійський дивізіон

Навчальні частини:
- 199-й навчальний центр ДШВ

Частини забезпечення:
- 135-й окремий батальйон управління
- 102-й окремий склад зберігання повітрянодесантної техніки та майна (В/ч А3749, м. Житомир)

- 124-й топографічна частина (В/ч А1977, м. Житомир)
- 232-га об'єднана база забезпечення (В/ч А0310, с. Рахни Вінницької області)
- 347-й інформаційно-телекомунікаційний вузол (В/ч А0876, м. Житомир)
- 25-й гарнізонний будинок офіцерів Десантно-штурмових військ (м. Житомир)

### 2024
Створені:
- 7-й десантно-штурмовий корпус[6]

### 2025
Створені:
- 8-й десантно-штурмовий корпус[7][8]